# Solarium

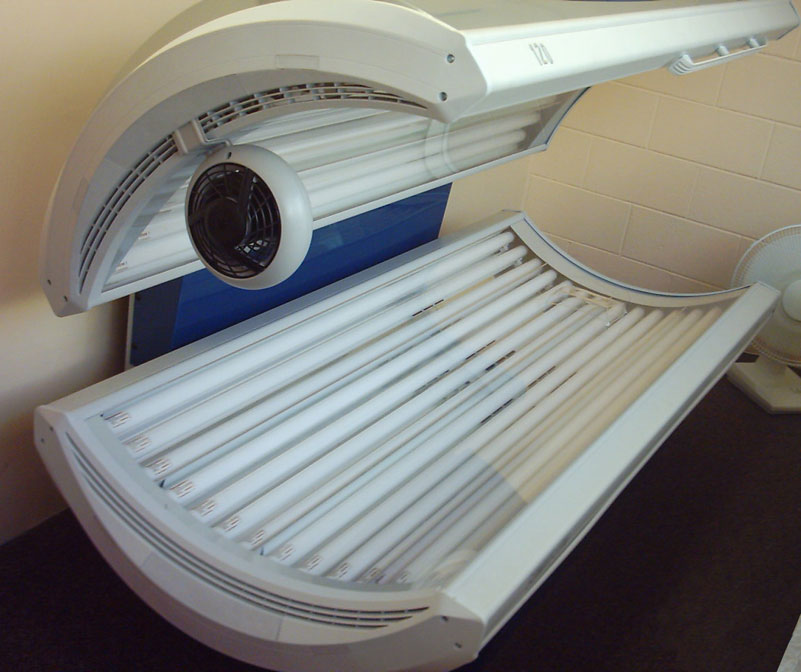
Ett solarium.

Ett solarium är en anordning för att, vanligen av kosmetiska skäl, bestråla kroppen (eller delar därav) med ultraviolett strålning.

## Beskrivning och användning
Solariet är ofta uppbyggt som ett aggregat av (långa) parallella lysrör monterade under en bädd att ligga på och i ett "lock" som fixeras ovanför kroppen.
Det huvudsakliga syftet med solarier är att huden ska bli brun som vid utomhussolning, men det finns även andra användningsområden, som exempelvis aknebehandling.

## Historik
Föregångare till solariet var de kvartslampor/bordssolarier som vid mitten av 1900-talet började användas i medicinskt syfte. Insikterna om orsaken till bristsjukdomen rakit (vitamin D-brist, på grund av brist på solljus) ledde till att kvartslampor ordinerades till bland annat gruvarbetare som befunnit sig under jorden en längre tid.
I och med 1960-talets solresor med charter blev det modernt att vara brunbränd, och solbrännan kunde bättras på genom kvartslampor i hemlandet. På 1980-talet slog solarier, med långa lysrör, igenom, vilket medförde att inomhussolande blev populärare.
Därefter ledde forskarrapporter om solens skadlighet till att riskerna med överdrivet solande spreds till den breda allmänheten. Det var inte längre lika eftertraktat att ägna sig åt, eller åtminstone erkänna att man ägnade sig åt, solariesolning. Strålsäkerhetsmyndigheten arbetar mer aktivt för att minska solariesolandet i Sverige och avråder allmänheten från att sola i solarium. I början av 2010 uppmanade myndigheten kommunerna att ta bort solarierna från kommunala sim- och idrottshallar. Hösten samma år hade ungefär hälften av kommunerna följt rådet.

## Fördelar, nackdelar, risker och myter

### Fördelar och nackdelar
Solande är en källa till vitamin D. En positiv bildning av vitamin D i kroppen sker dock långt innan man kan se spår av hudrodnad ("solbränna"). Enligt Strålsäkerhetsmyndigheten i Sverige är solandet i solarium inte en bra källa till vitamin D, eftersom solarier har en högre andel UVA-strålning än solen och UVA-strålningen inte genererar vitamin D.

### Risker
Permanent brun hy och regelbundet bränd hy ökar risken för hudcancer. Enligt en vetenskaplig så kallad sammanslagningsstudie publicerad på internet av medicintidskriften British Medical Journal så är solande i solarium orsaken till drygt fem procent av alla fall av hudcancern malignt melanom. Enligt samma studie ökar risken för malignt melanom med 20 procent för personer som solat i solarium jämfört med personer som inte gjort det. Unga är särskilt känsliga för strålningen, därför är det från och med den 1 september 2018 otillåtet i Sverige att låta personer under 18 år sola i kosmetiskt solarium enligt 7 kap. 6 och 7 §§ strålskyddslagen (2018:396).

### Myter
Användning av solarium under graviditet påverkar inte fostrets utveckling, utan UV-strålningens påverkan gränsas till moderns hud.